# 德拉斯灵上方圣尼古拉
德拉斯灵上方圣尼古拉（德語：Sankt Nikolai ob Draßling）是奥地利施泰尔马克州莱布尼茨县的一个旧市镇。总面积17.56平方公里，总人口1078人，人口密度61.4人/平方公里（2005年）。2015年，德拉斯灵上方圣尼古拉与邻近的2个市镇合并为新市镇南施泰尔马克地区圣法伊特。